# Gustavo Laube
Arturo Gustavo Laube de la Barrera (* 9. April 1944 in Santiago de Chile) ist ein ehemaliger chilenischer Fußballspieler. Der Innenverteidiger absolvierte 15 Länderspiele für Chile und wurde 1966 chilenischer Meister.

## Karriere

### Verein
Gustavo Laube, auch Guatón genannt, begann seine Karriere 1966 beim CD Universidad Católica. In seinem ersten Jahr im Profifußball gewann der Innenverteidiger seine erste und einzige chilenische Meisterschaft. Über Jahre hinweg war der Defensivspieler Stammspieler der Cruzados. 1971 wechselte Laube zum CD Huachipato und 1972 zum CD Magallanes. Seine beiden letzten Karrierejahre verbrachte Guatón beim CD O’Higgins in Rancagua.

### Nationalmannschaft
Gustavo Laube debütierte im Mai 1969 unter Trainer Salvador Nocetti beim Freundschaftsspiel gegen Argentinien. Nach weiteren Freundschaftsspielen spielte der Abwehrspieler alle vier Partien in der Qualifikation zur Weltmeisterschaft 1970, jedoch qualifizierte sich Chile als Zweiter der Dreiergruppe hinter Uruguay nicht für das Endturnier in Mexiko. Das letzte Länderspiel absolvierte Guatón im Mai 1972 in der Copa Carlos Dittborn gegen Argentinien. Insgesamt bestritt Laube 15 Länderspiele, in denen er sein einziges Tor beim 3:3-Unentschieden im Freundschaftsspiel gegen Kolumbien erzielte.

## Erfolge
Universidad Católica
- Primera División: 1966

## Sonstiges
Von 1977 bis 1982 war Laube mit der spanischen Schauspielerin Victoria Abril verheiratet.